# Halle Beuel

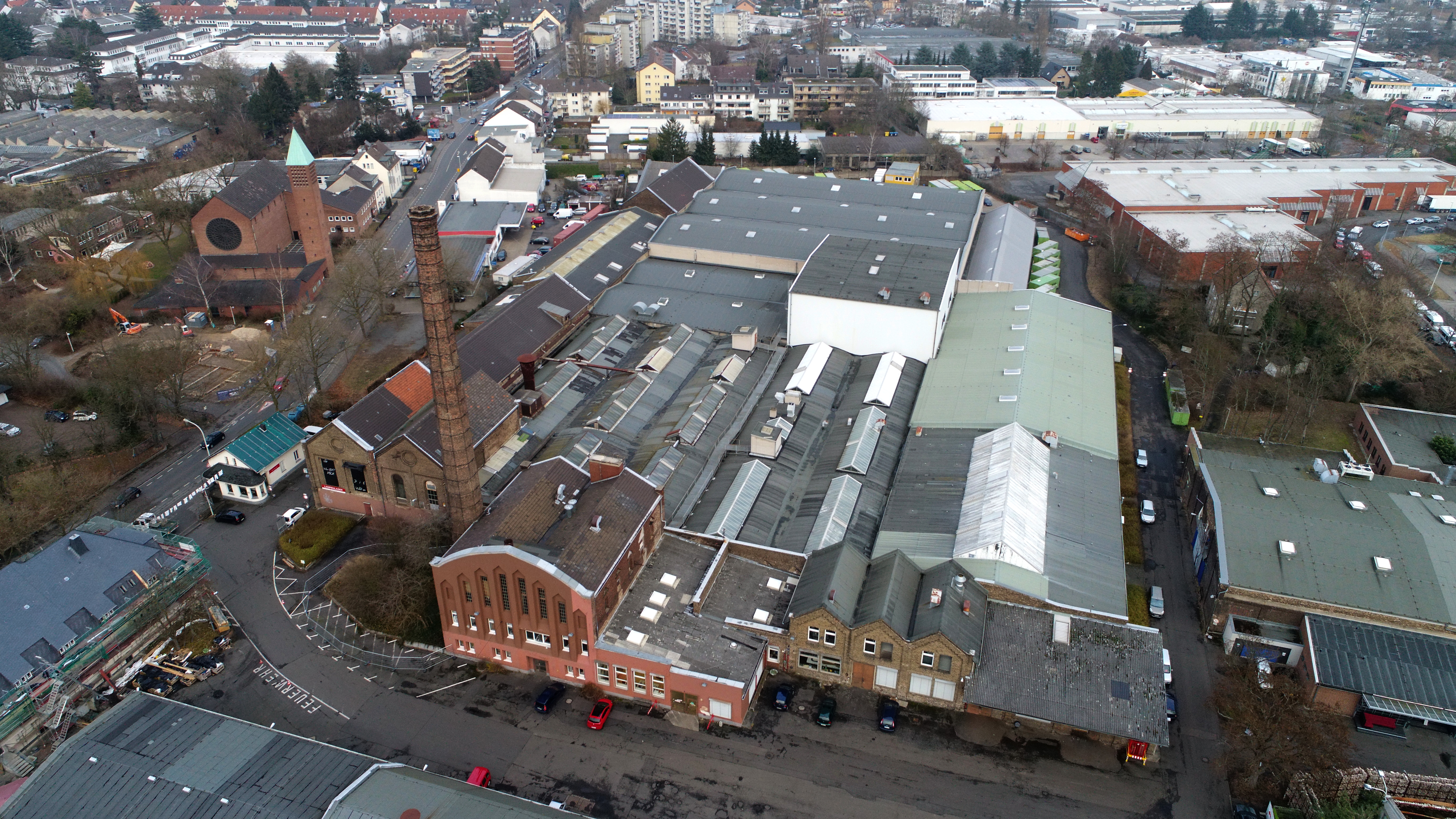
Jutespinnerei Beuel, Luftaufnahme (2017)

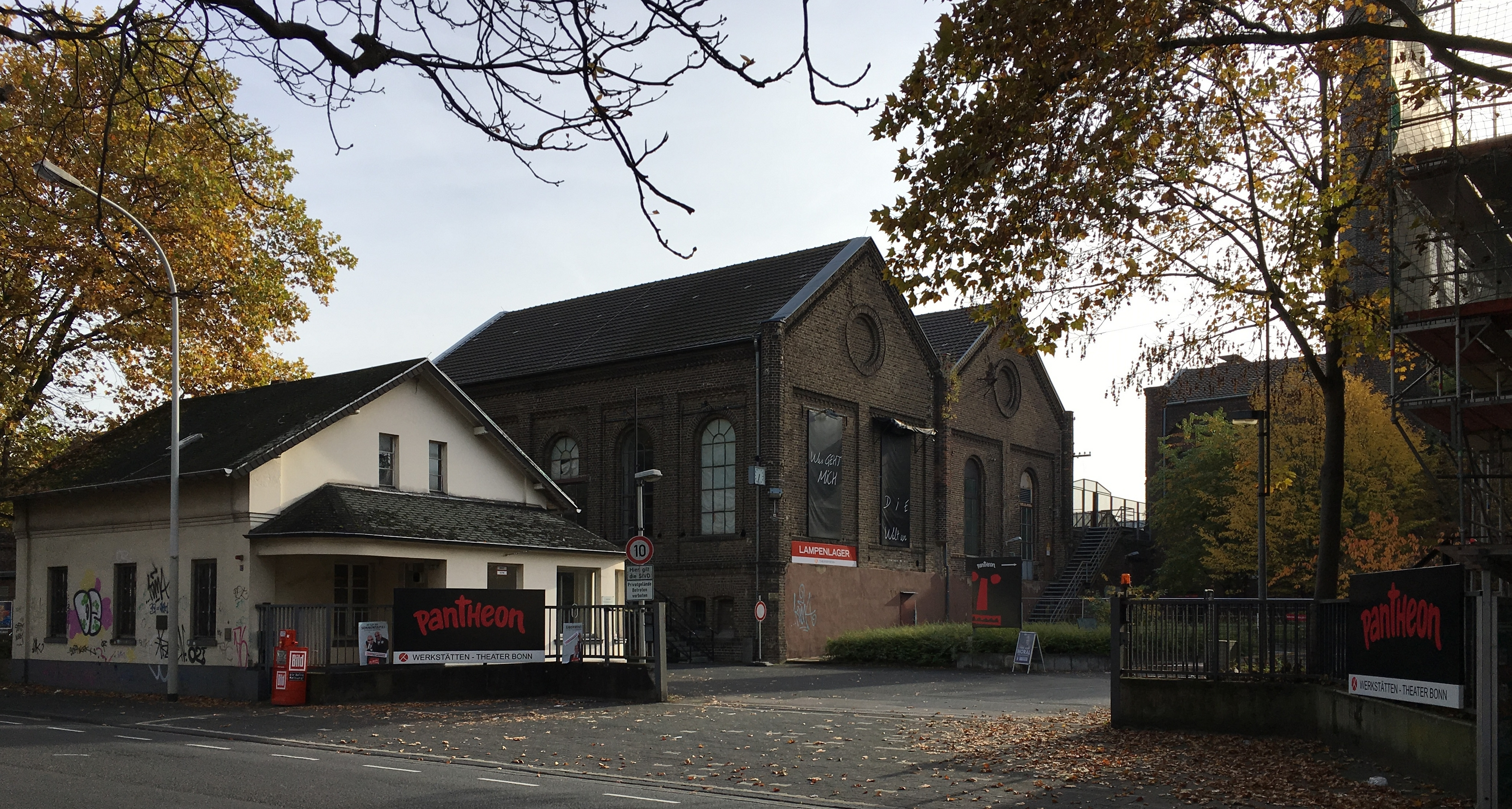
Einfahrt zur Halle Beuel

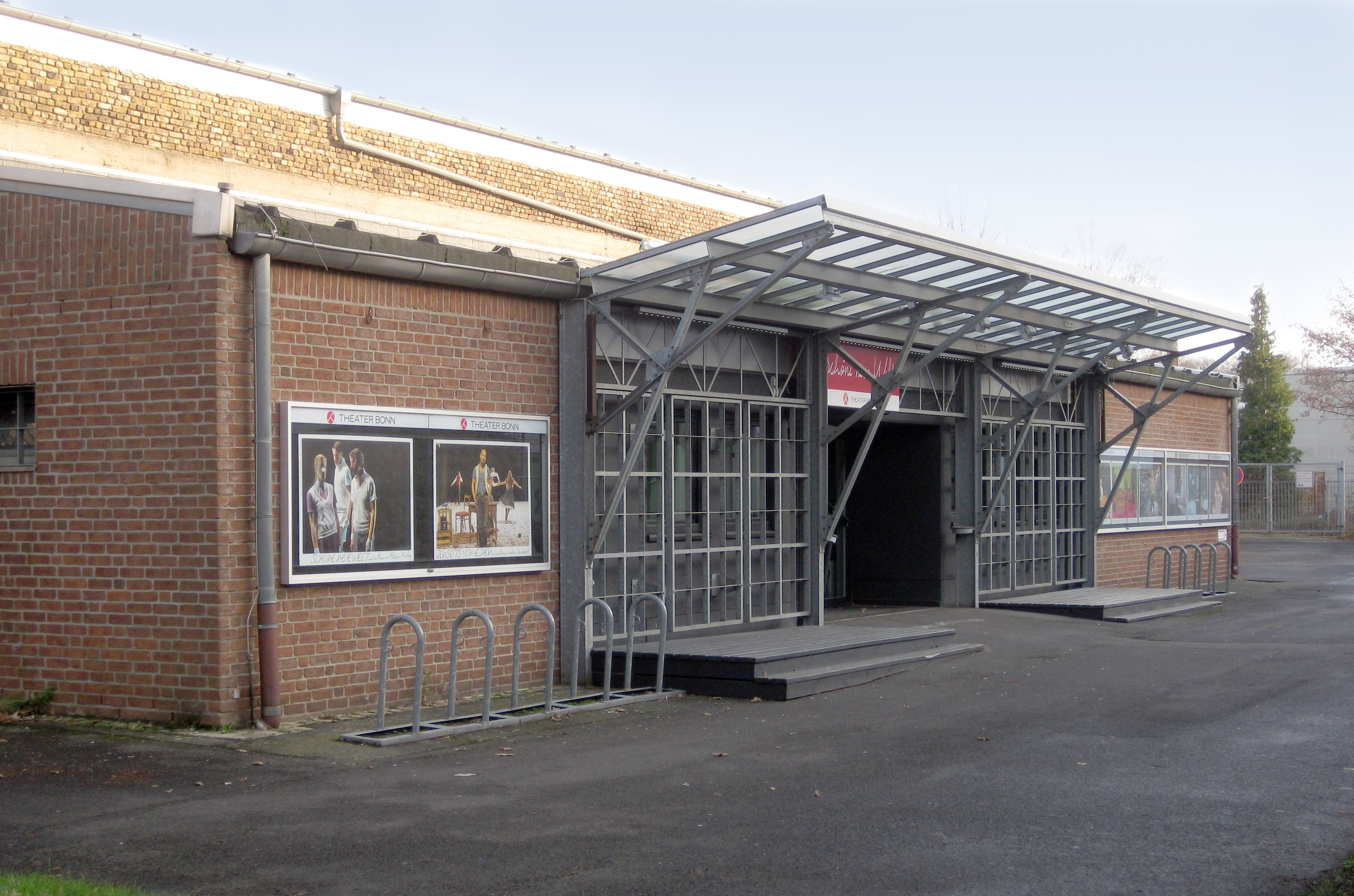
Theatereingang

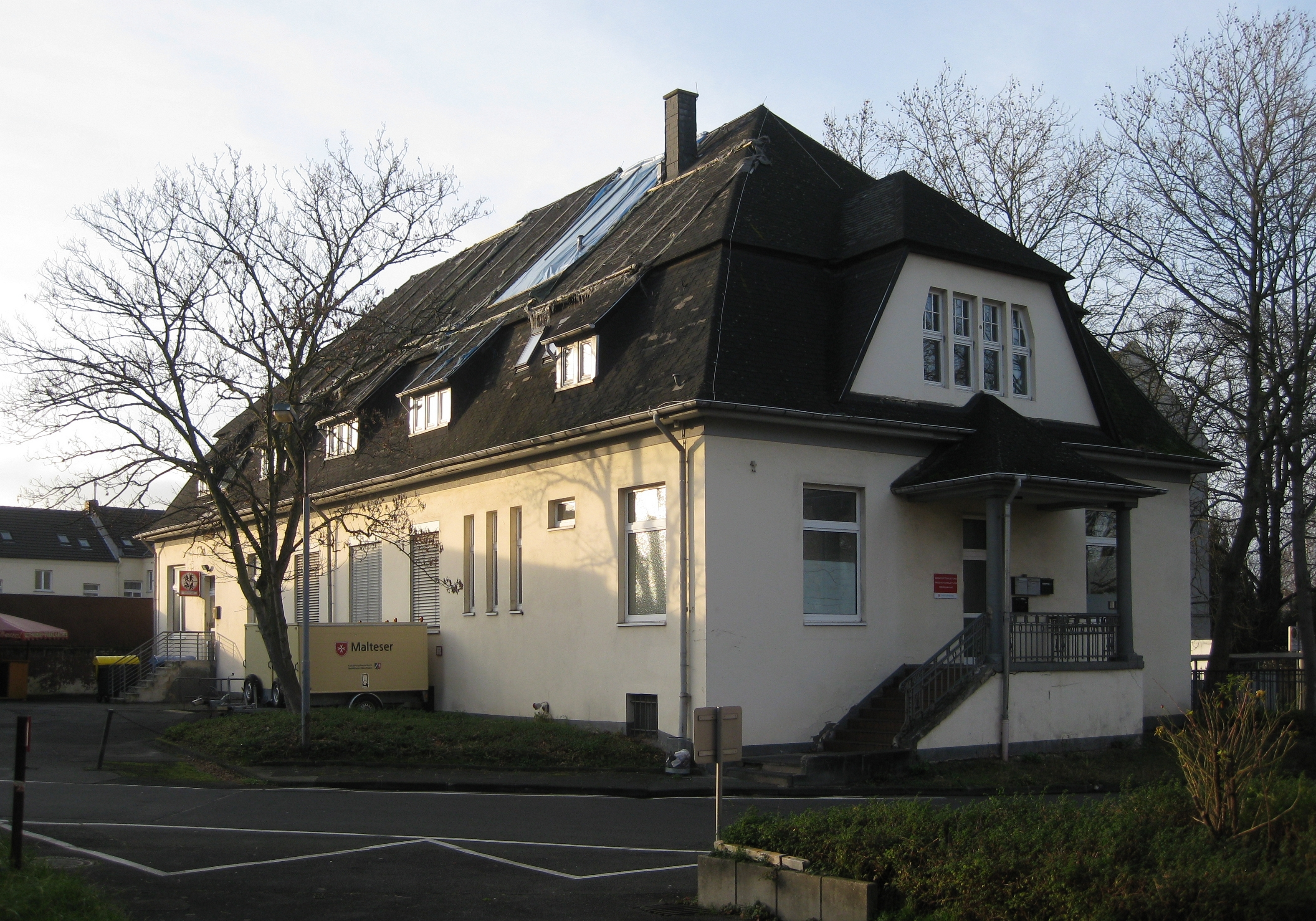
Verwaltungsgebäude des Theaters und Büro der Freiwilligen Feuerwehr

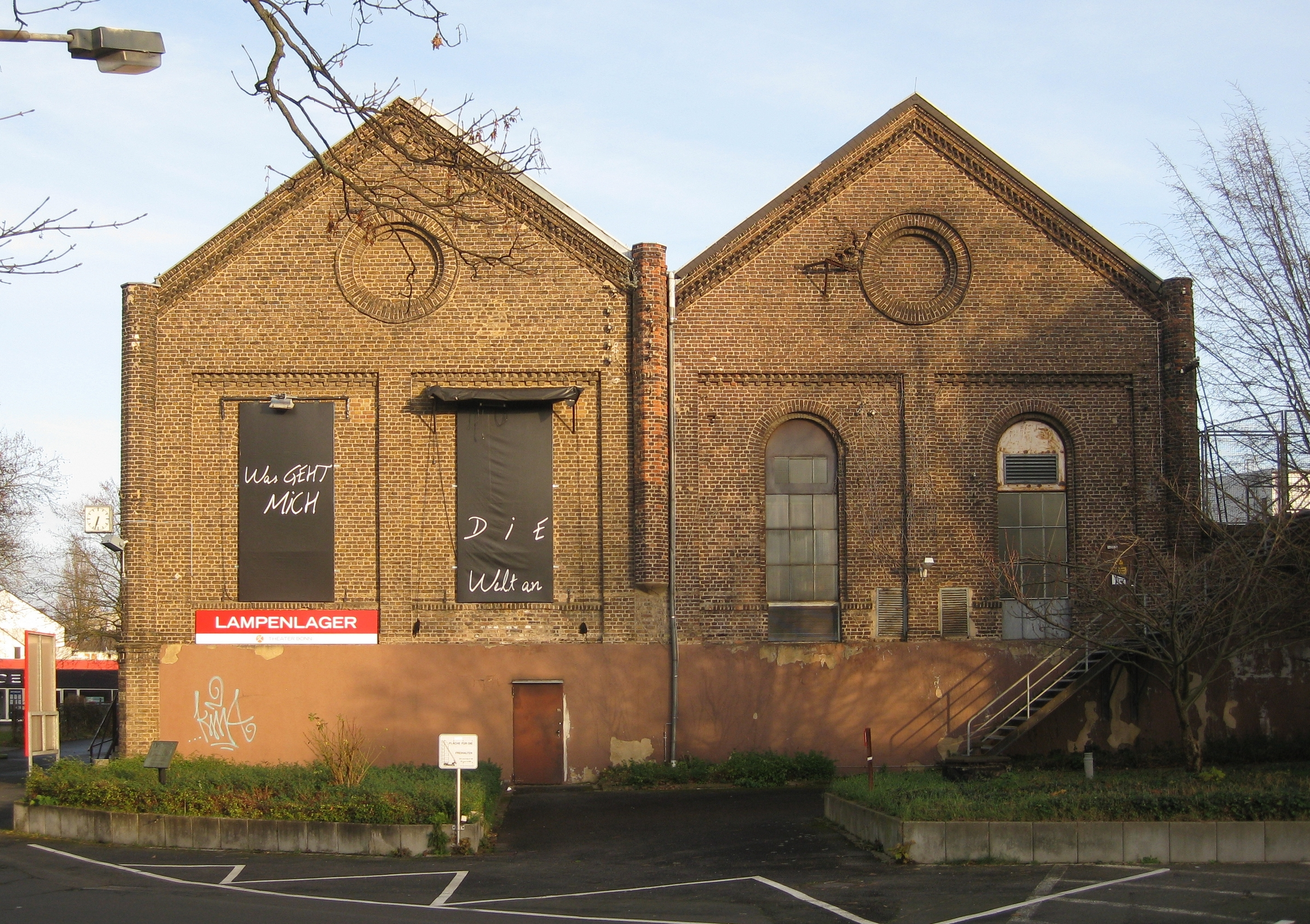
Die ehemalige Maschinenhalle, als „Lampenlager“ eine kleine Bühne mit rund 100 Sitzplätzen

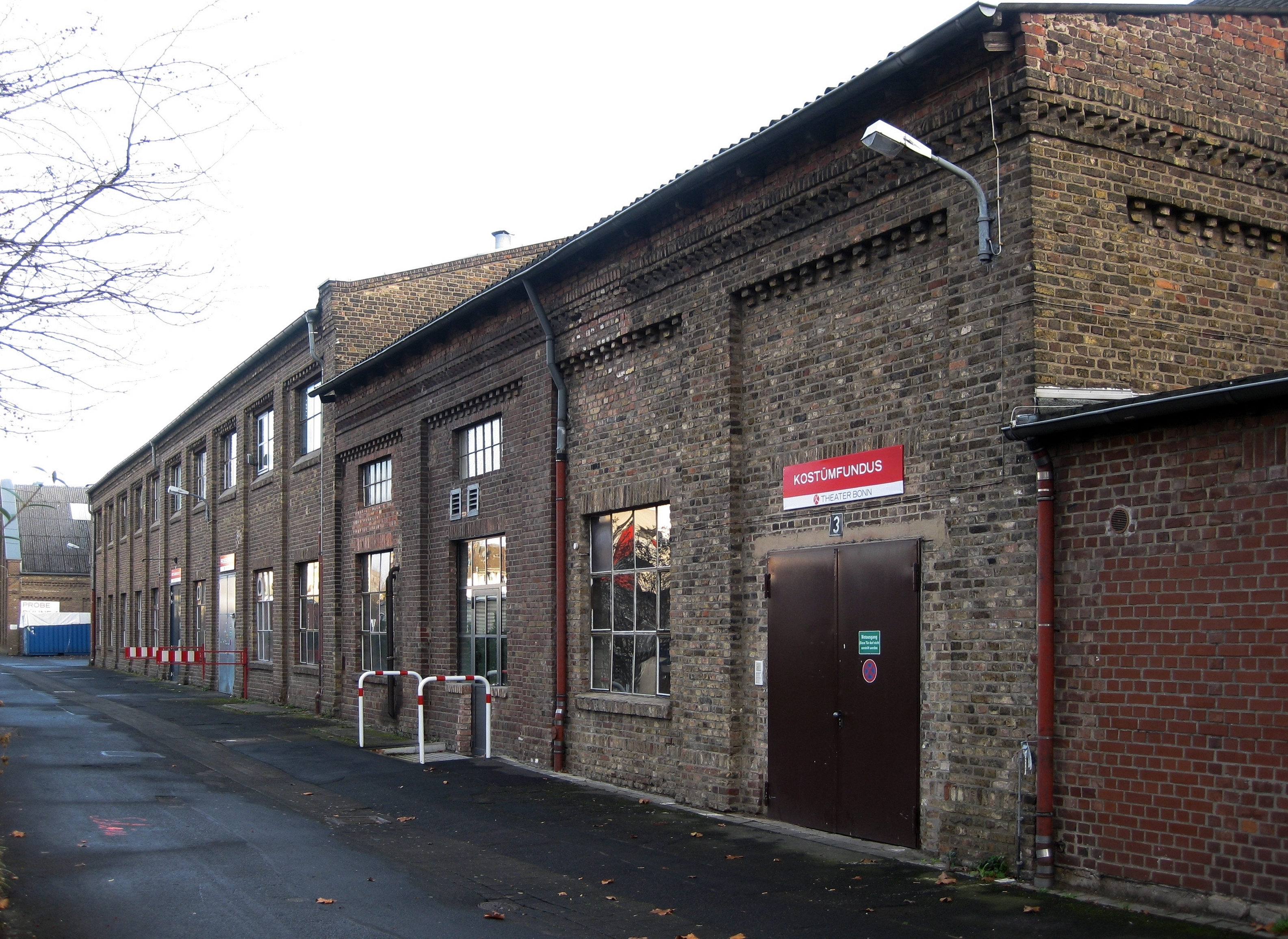
Probebühne und Kostümfundus

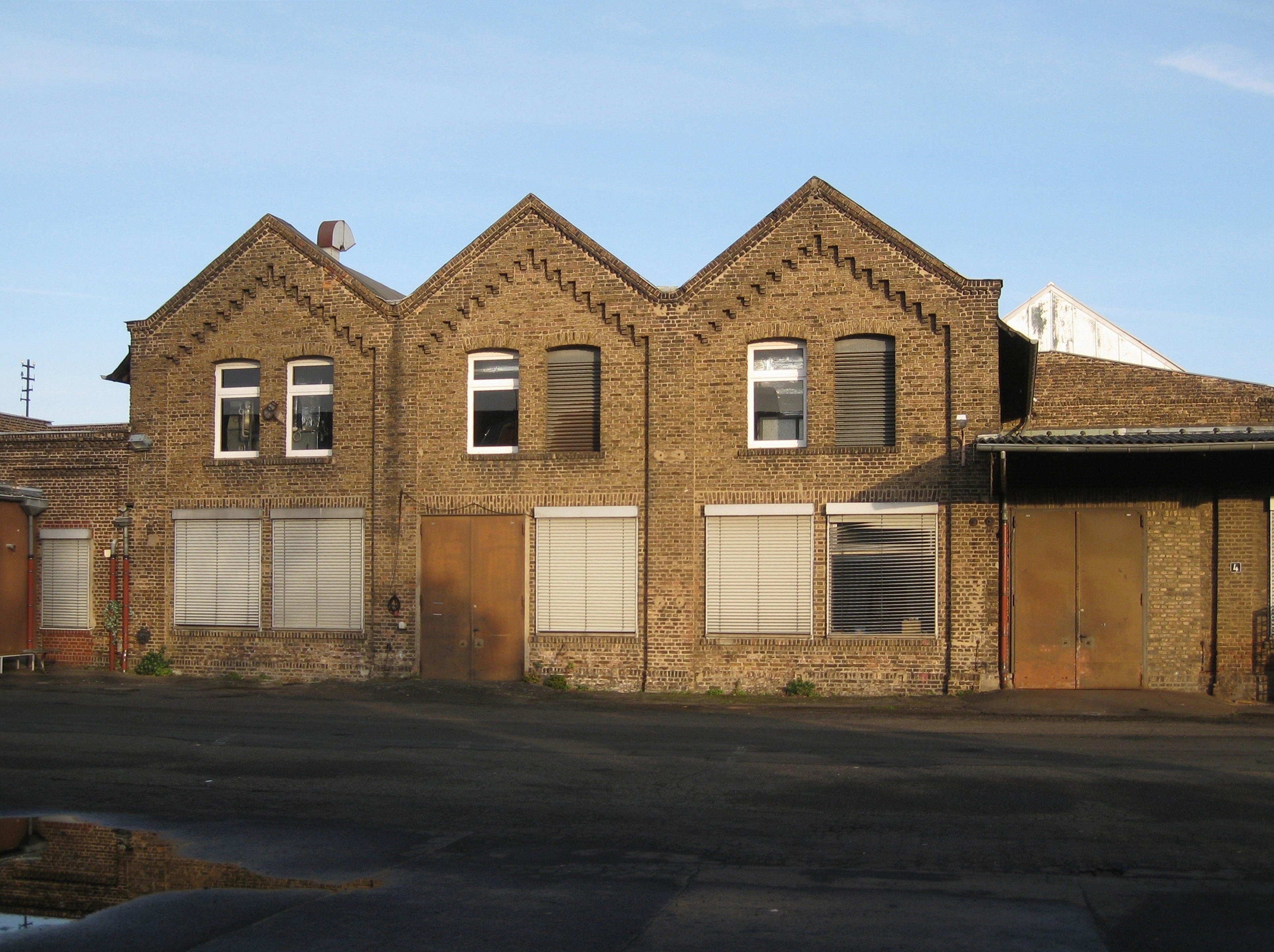
Werkstattgebäude

Als Halle Beuel (auch Schauspielhalle Beuel) wird ein aus mehreren Gebäuden bestehendes, ehemaliges Fabrikensemble im Bonner Stadtteil Beuel-Ost bezeichnet, das seit den 1980er Jahren von der Stadt Bonn zu kulturellen Zwecken genutzt wird. Die frühere Jutespinnerei und Weberei in Beuel steht unter Denkmalschutz und wird von der Dachorganisation Theater Bonn betrieben. Die namensgebende Theaterhalle wird seit Herbst 2016 vom Bonner Pantheon-Theater, einem Kabarett- und Musiktheater genutzt, das vormals knapp 30 Jahre im Bonn-Center am Bundeskanzlerplatz beheimatet war.

## Geschichte
Die im Jahr 1868 gegründete Fabrik, die zunächst Juteprodukte und später Bodenbeläge herstellte, hatte nach mehrfachen Besitzerwechseln im Jahr 1980 die Produktionstätigkeit eingestellt. Die an der Siegburger Straße 42 gelegene Anlage wurde daraufhin von der Stadt Bonn übernommen, um eine Neuordnung der kulturellen Spielstätten der Stadt zu ermöglichen.
Bis dahin hatte das Schauspielressort nur über die Bühne des Bad Godesberger Schauspiels und die Werkstattbühne am Boeselagerhof 1 (bei der Oper) verfügt. Generalintendant Jean-Claude Riber und der 1981 berufene Schauspielleiter Peter Eschberg trieben die Neuordnung ab 1981 energisch und unter hohen Kosten voran. Hauptspielstätten sollten nun Opernhaus, Kammerspiele und die umzubauenden Hallen in Beuel werden. In denen sollte experimentelles Theater in variablen Hallendimensionen stattfinden. Ein Fabrikgebäude wurde so umgebaut, dass zwei unterschiedlich große Spielstätten mit 160 bis 400 Plätzen entstanden, die auch zu einer großen Spielstätte zusammengelegt werden konnten. Der Bühnenraum konnte für jede Inszenierung komplett umgebaut werden kann; Stücke mussten dann aber en suite gespielt werden. Daneben sollten Theaterwerkstätten (für Schauspiel und Oper) sowie kleinere Bühnen für das Bonner Schauspiel („Alter Malersaal“, „Lampenlager“) entstehen.
Bis zum Jahr 1983 dauerten die Umbauarbeiten, bereits 1982 fanden erste Proben im „Alten Malersaal“ (ca. 150 Plätze, später vorwiegend für Kinder- und Jugendopern genutzt) statt. Nach einem Brand im Bonner Opernhaus im Jahr 1984 und dem zeitweiligen Aussetzen des dortigen Spielbetriebs, wurde ersatzweise auf die Halle Beuel ausgewichen. Am 3. September wurden die Theaterwerkstätten (Kostümschneiderei, Kulissen- und Maskenbildnerei) in Beuel zeitgleich mit der 125-Jahr-Feier des Bonner Stadttheaters von Jango Edwards und Ulrich Wickert eröffnet. Am 5. Oktober 1984 wurde die Halle Beuel als reguläre Theaterspielstätte in Betrieb genommen. Neben Bühnen und Werkstätten wurden in den alten Fabrikgebäuden Verwaltungsbüros, die Kulissen- und Requisitenlager, Kostümfundus sowie Probebühnen untergebracht.
Das Gelände wird auch von der Löscheinheit Beuel der Freiwilligen Feuerwehr Bonn genutzt. Sie unterhält dort seit 1986 ein Feuerwehrhaus mitsamt Büro.
Auch nach der organisatorischen Trennung von Oper und Schauspiel im Jahr 1985 wie auch bei der erneuten Zusammenführung im Jahr 1997/98 zum Theater der Bundeshauptstadt Bonn unter Manfred Beilharz blieb die Nutzung der Halle Beuel bestehen. Im Jahr fanden rund 80 Veranstaltungen statt.

## Übergang an das Pantheon-Theater
Nachdem der Abriss des Bonn-Centers beschlossen war, wurde nach einer neuen Spielstätte für das privat betriebene Pantheon-Theater, bis dahin im Untergeschoss des Bonn-Centers gelegen, gesucht. Die von der Stadt vorgeschlagene Nutzung der Kammerspiele Bad Godesberg oder des Studios in der Beethovenhalle wurden von den Betreibern des Theaters jedoch abgelehnt.
Im Rahmen von Einsparbemühungen im Kulturhaushalt der Stadt beschlossen Stadtverwaltung und Pantheon-Betreiber eine Rochade der Spielstätten: die Aktivitäten des Schauspiels sollten aus der Halle Beuel in das Bad Godesberger Theater verlegt, und die freigewordene Beueler Halle zur neuen Heimat des Pantheon-Theaters werden. Den notwendigen Umbau der Halle Beuel (Lüftung, Sprinkleranlage und Schallschutz) wollte die Stadt finanzieren, die benötigten rund 1,5 Millionen Euro sollten über einen langfristigen Mietvertrag mit dem Pantheon zurückgezahlt werden. Das Pantheon wollte selbst weitere rund 300.000 Euro in den Innenausbau mit Technik, Bühnen und einer Zuschauergalerie investieren. Der Kultur- und Finanzausschuss der Stadt Bonn stellte in einer interfraktionellen Erklärung fest, dass durch diese Lösung die von der Schließung bedrohten Kammerspiele in Bad Godesberg erhalten bleiben könnten. Der Umbau sollte im Juni 2016, der Umzug des Kabaretts im Herbst 2016 erfolgen.
Aufgrund von Verzögerungen beim Umbaubeginn und wegen strittiger Vertragsinhalte kündigte Kabarettchef Rainer Pause am 4. Juli die Verhandlungen mit der Stadt auf. Die Verwaltung habe den Pantheoniken Knüppel zwischen die Beine geworfen und den geplanten Start im November verzögert. Besonders die nicht zeitgerechte Fertigstellung der gastronomischen Einrichtungen verursache existentielle Probleme.
In Folge übernahm der Bonner Oberbürgermeister Ashok Sridharan direkt die Verhandlungen und konnte eine Einigung erzielen. Am 30. August 2016 wurde der Vertrag von ihm, Generalintendant Bernhard Helmich und Rainer Pause unterschrieben. Danach mietet das Pantheon die Halle Beuel für 30 Jahre bis zum 31. Oktober 2046 an.

„Ich bin froh, dass wir zu einem für beide Seiten akzeptablem Ergebnis gekommen sind und so das Aushängeschild für qualitativ hochwertiges Kabarett- und Musiktheater, das seit knapp 30 Jahren untrennbar mit Bonn verbunden ist, hier halten können.“

In der rund 1100 Quadratmeter großen Fabrikhalle sollten zwei Veranstaltungssäle entstehen. Vor der bislang entstandenen großen Bühne mit 170 Quadratmetern finden knapp 450 Zuschauer Platz, davon 150 auf der mehrstufigen hinteren Empore. Damit übertrifft sie die vormaligen Kapazitäten im Bonn-Center deutlich. Ein kleinerer Saal (150–250 Plätze) soll vorerst durch eine Abtrennung mit Vorhängen entstehen. Die endgültige Fertigstellung des Umbaus als Pantheon-Spielstätte war für 2018 geplant. Im Januar 2018 gab die Leitung des Pantheon-Theaters jedoch bekannt, das Umbauvorhaben nicht mehr durchführen zu wollen.
Die geplante Premierenveranstaltung mit Gerd Dudenhöffer am 26. Oktober 2016 musste wegen technischer Probleme abgesagt werden. Die Einweihung des Theaters fand dann am folgenden Tag mit einem Auftritt von Dave Davis statt.
Das Schauspiel Bonn verabschiedete sich von der Halle Beuel am 1. Juli 2016 mit einer großen Party mit dem Schlager-Pop-Duo Xiroi. Ab der Spielzeit 2016/17 werden die bisher in Beuel abgehaltenen Veranstaltungen in den Kammerspielen Bad Godesberg fortgesetzt. Erstmals wurde Mitte Oktober mit der Uraufführung von Love you, Dragonfly von Fritz Kater ein Stück der Halle-Beuel-Macher in Bad Godesberg gegeben.

## Verkehrsanbindung
Die Halle Beuel in der Siegburger Straße 42 ist über die Autobahn A 59 (Abfahrt Bonn-Pützchen) erreichbar. Der Bahnhof Bonn-Beuel (Nahverkehrszüge RE8/RB27 der rechtsrheinischen Strecke Köln–Koblenz und Straßenbahnlinie 62) liegt in fußläufiger Entfernung (ca. 450 Meter). Mehrere Buslinien (auch über Beuel Bhf.) halten direkt vor der Halle an der Haltestelle Pantheon Beuel.